# مصيدة فئران

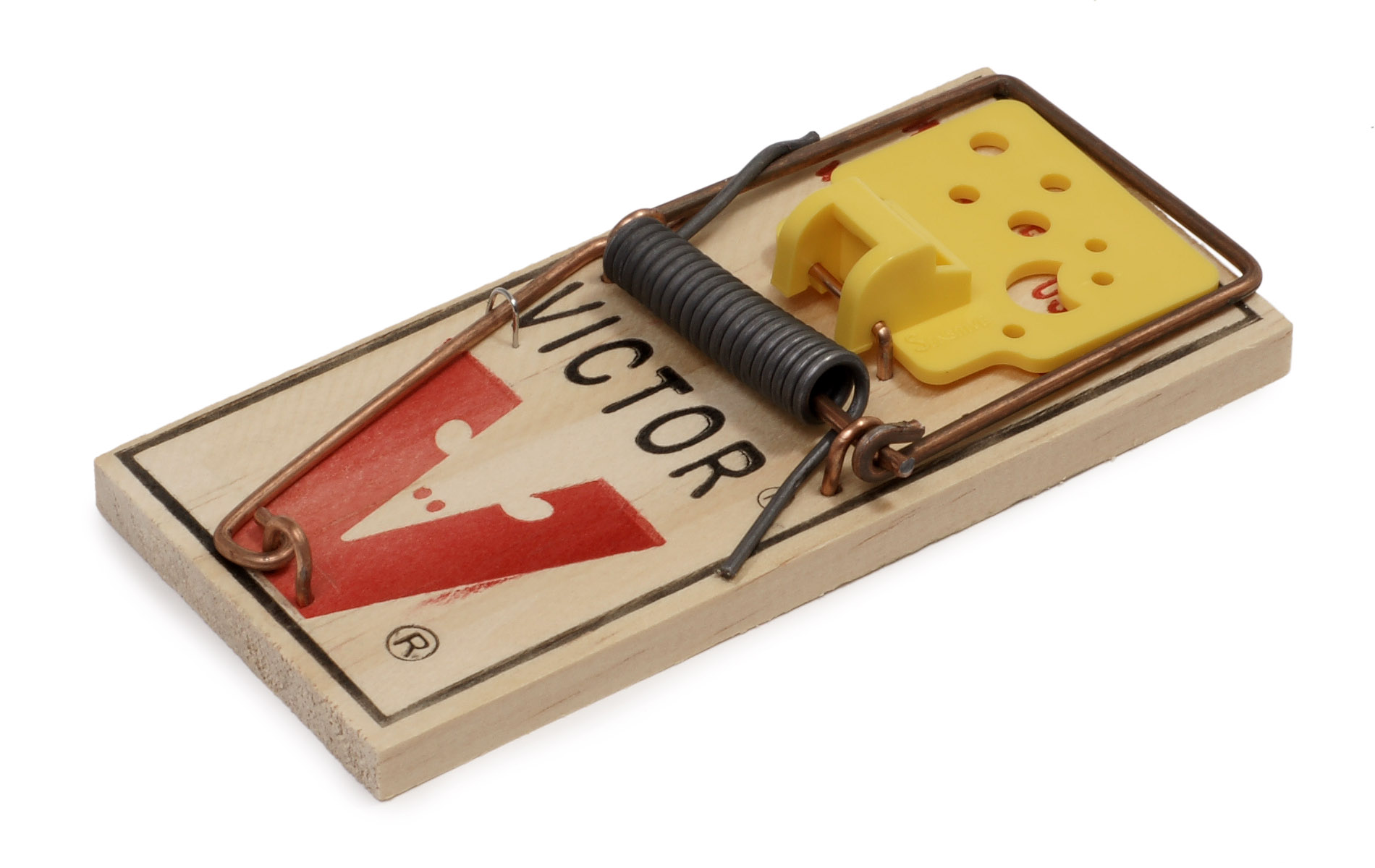
مصيدة فئران.

مصيدة الفئران أو مصلاة للفئران هي آلة صغيرة لصيد أو قتل الفئران، يستعملها الناس عادة في البيوت القديمة.
تعتمد الآلة على أسلوبين يكملان بعضهما البعض لايقاع الفئران في الفخن الأول هو اجتذاب الفئر بواسطة قطعة من الأكل وتكون في العادة قطعة جبن أو خبز من التي تفضلة الفئران مثبته في المصيدة وهذا ما يدفع الفئر للاقتراب منها. الخطوة الثانية هي الاطباق على الفئر عند ملامسته للمصيدة أو عند محاولته سحب القعطة منها.